# (25321) Rohitsingh
(25321) Rohitsingh est un astéroïde de la ceinture principale d'astéroïdes.

## Description
(25321) Rohitsingh est un astéroïde de la ceinture principale d'astéroïdes. Il fut découvert le 19 mars 1999 à Socorro (Nouveau-Mexique) par le projet LINEAR. Il présente une orbite caractérisée par un demi-grand axe de 2,38 UA, une excentricité de 0,11 et une inclinaison de 1,8° par rapport à l'écliptique.

## Compléments